# Cheik Aliou Ndao
 (août 2022).
La mise en forme du texte ne suit pas les recommandations de Wikipédia : il faut le « wikifier ».
Les points d'amélioration suivants sont les cas les plus fréquents :
- Les titres sont pré-formatés par le logiciel. Ils ne sont ni en capitales, ni en gras.
- Le texte ne doit pas être écrit en capitales (les noms de famille non plus), ni en gras, ni en italique, ni en « petit »…
- Le gras n'est utilisé que pour surligner le titre de l'article dans l'introduction, une seule fois.
- L'italique est rarement utilisé : mots en langue étrangère, titres d'œuvres, noms de bateaux, etc.
- Les citations ne sont pas en italique mais en corps de texte normal. Elles sont entourées par des guillemets français : « et ».
- Les listes à puces sont à éviter, des paragraphes rédigés étant largement préférés. Les tableaux sont à réserver à la présentation de données structurées (résultats, etc.).
- Les appels de note de bas de page (petits chiffres en exposant, introduits par l'outil «  Source ») sont à placer entre la fin de phrase et le point final[comme ça].
- Les liens internes (vers d'autres articles de Wikipédia) sont à choisir avec parcimonie. Créez des liens vers des articles approfondissant le sujet. Les termes génériques sans rapport avec le sujet sont à éviter, ainsi que les répétitions de liens vers un même terme.
- Les liens externes sont à placer uniquement dans une section « Liens externes », à la fin de l'article. Ces liens sont à choisir avec parcimonie suivant les règles définies. Si un lien sert de source à l'article, son insertion dans le texte est à faire par les notes de bas de page.
- La présentation des références doit suivre les conventions bibliographiques. Il est recommandé d'utiliser les modèles {{Ouvrage}}, {{Chapitre}}, {{Article}}, {{Lien web}} et/ou {{Bibliographie}}. Le mode d'édition visuel peut mettre en forme automatiquement les références.
- Insérer une infobox (cadre d'informations à droite) n'est pas obligatoire pour parachever la mise en page.

Pour une aide détaillée, merci de consulter Aide:Wikification.
Si vous pensez que ces points ont été résolus, vous pouvez retirer ce bandeau et améliorer la mise en forme d'un autre article.
Cheik Aliou Ndao, de son nom de naissance Sidi Ahmed Alioune Cheik Ndao, né en 1933 à Bignona en Casamance au Sénégal, est un écrivain sénégalais .
C'est un auteur d'expression française et wolof connu du grand public grâce à sa pièce de théâtre L'exil d'Alboury qui a été mise en scène dans plusieurs pays.

## Biographie
Cheik Aliou Ndao a fait ses études entre le Sénégal et la France. Il est professeur d'anglais et a eu à enseigner à l'École normale William-Ponty de Dakar et à l'Université DePauw de Greencastle en Indiana aux États-Unis. Cependant, ses études classiques, l'école coranique qu'il a fréquenté étant enfant, ses lectures d'écrivains anglophones et la forte influence de certains auteurs comme Leopold Sédar Senghor, Lamine Diakhaté, Djibril Tamsir Niane, Alioune Diop, Birago Diop, Abdoulaye Sadji, Ousmane Socé Diop, Léon Gontran Damas, Aimé Césaire, Abdou Anta Kâ; l'ont poussé à devenir écrivain. 

## Œuvres
- 1964: Kairée (poésie) Grenoble: Imprimerie Eymond
- 1967: L’exil d’Albouri suivi de La décision (théâtre) Paris: Ed. P.J. Oswald
- 1970: Mogariennes (poésie). Paris: Présence Africaine
- 1972: Buur Tilleen, roi de la Médina. Paris: Présence Africaine
- 1973: Le Fils de l'Almamy suivi de la Case de l 'homme (théâtre). Paris: P.J. Oswald
- 1975: L'Ile de Bahila (théâtre) Paris: Présence Africaine
- 1979: Le Marabout de la sécheresse (nouvelles) Dakar: NEA
- 1983: Du Sang pour un trône ou Gouye Diouli, un dimanche (théâtre) Paris: L'harmattan
- 1983: Excellence, vos épouses (roman) Dakar: NEA
- 1988: Un bouquet d'épines pour elle (roman) Paris: Présence Africaine
- 1997: Mbaam Dictateur (roman) Paris: Présence Africaine [3]

## Prix et récompenses
- 1962 : Premier prix des poètes sénégalais de langue française de 1962 avec Kairée attribué par la société des poètes et artistes de France et la revue Art et Poésie.
- 1969: Premier prix du festival culturel panafricain d'Alger avec L'exil d'Albouri.